# 波因德克斯特峰
波因德克斯特峰（英語：Poindexter Peak）是南極洲的山峰，位於瑪麗伯德地，處於貝內特海崖東南面7公里，海拔高度1,215米，美國地質調查局根據測量和美國海軍拍攝的空中照片繪入地圖，現時由南極條約體系管理。